# Bandera de Santa Eulàlia

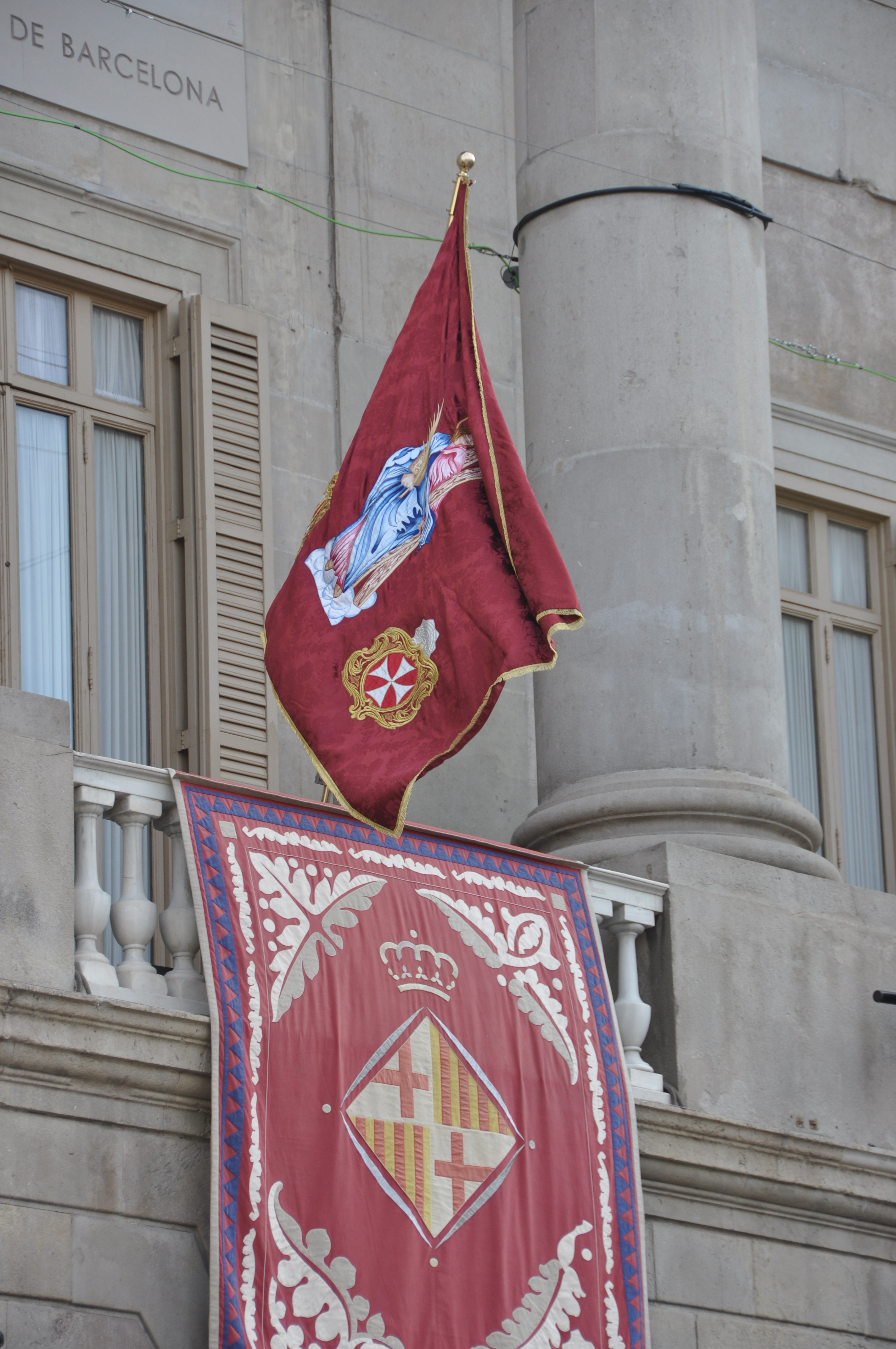
La Bandera de Santa Eulàlia al balcó de l'Ajuntament de Barcelona la diada de Santa Eulàlia de l'any 2016

La Bandera o penó de Santa Eulàlia és la senyera històrica de Barcelona i un dels seus símbols principals. Sobre un fons grana, s'hi representa la figura de la patrona de la ciutat a través d'una figuració o pel símbol del sautor (popularment dit creu de Santa Eulàlia), el seu principal atribut. A principis del segle xxi, el penó oneja a la balconada de l'ajuntament cada 12 de febrer, per la diada de Santa Eulàlia de Barcelona. L'acte de col·locació del penó és un dels més antics i solemnes que es fan per la festa major d'hivern. El dia de Santa Eulàlia al matí l'alcalde el posa mentre sonen «Els Segadors» i la Guàrdia Urbana i els Mossos d'Esquadra es posen ferms.
Hi ha dues versions del mateix emblema: com a penó i com a bandera. El penó, més lleuger, és l'antic estendard militar; la bandera és més grossa i tenia un ús cerimonial. El penó de Santa Eulàlia té un significat històric molt important, perquè onejava al balcó de la Casa de la Ciutat el juliol del 1713 quan el Consell de Cent, enmig de la guerra de Successió, va decidir de resistir. També era l'estendard que brandava Rafael Casanova quan va ser ferit durant la darrera escomesa en la defensa de la ciutat, l'11 de setembre de 1714.
Aquesta ensenya, usualment allotjada a la sala del trentenari de la Casa de la Ciutat, era treta i passejada en els actes solemnes, tant laics com religiosos, i a l'hora de fer la crida a sometent (sota el privilegi Princeps namque) que incitava a tots els ciutadans a la lluita armada contra invasors estrangers.

## Descripció
Segons la descripció del Dietari de Jeroni Pujades el 1601 la bandera de Santa Eulàlia estava constituïda per un camper de color carmesí, amb la imatge de Santa Eulàlia pintada al mig. Acompanyaven la imatge de la patrona de Barcelona l'escut de la Ciutat (quarterat de barres i creus, com l'actual escut de Barcelona) i l'escut del Capítol de la catedral de Barcelona (una creu).
El 1640 els Consellers de Barcelona acordaren afegir a la bandera de Santa Eulàlia les "armes del Santíssim Sagrament" i d'aquí la interpretació de l'antiga bandera que es troba al llibre Els exèrcits de Catalunya, de Francesc Xavier Hernàndez i Francesc Riart. En aquest llibre, s'apunten diverses descripcions històriques segons les quals, en la cara oposada a la imatge de santa Eulàlia, hi havia la representació d'un calze amb la Sagrada Forma i el lema (extret d'un salm): EXSURGE, DEUS, JUDICAM CAUSA TUAM ("Alca't, Déu nostre, a defensar la teva causa")
| «                                       | La forma de la bandera sobredicha era a modo de un pendón, poco más grande que un estandarte de los que hoy usa la caballería y dragones. Era de damasco carmesí. A la una parte estaba la imagen de santa Eulália, a la otra la de un cáliz con una hostia sagrada y un lema que decía: "Exurge, Deus, judica causam tuam". | » |
| — Capità Francesc de Castellví i Obando | |   |

### La "bandera de Camp"
L'any 1639, segons la referència adjunta : "30 de juny. Entre 5 y 6 de la tarde, lo Rt. senyor Bisbe de Barcelona, de sas propias mans, arborá y posa la Bandera de camp, de tafetá carmesi, ab una creu groga de santa Eularia, donantli la benedicció per tres vegadas, en la finestra sobre lo portal de son Palau, per la lleva de 1 50 soldats, que lo dit senyor Bisbe y molt il-lustre Capitol ha determinat fer per lo socorro de la vila de Perpinyà".

## Història
Tanmateix, des de l'edat mitjana, la bandera de Barcelona era la tradicional bandera quarterada de creus i pals, la qual era l'estendard enarborat per la host de Barcelona per encapçalar les mobilitzacions armades ofensives o defensives de la ciutat.

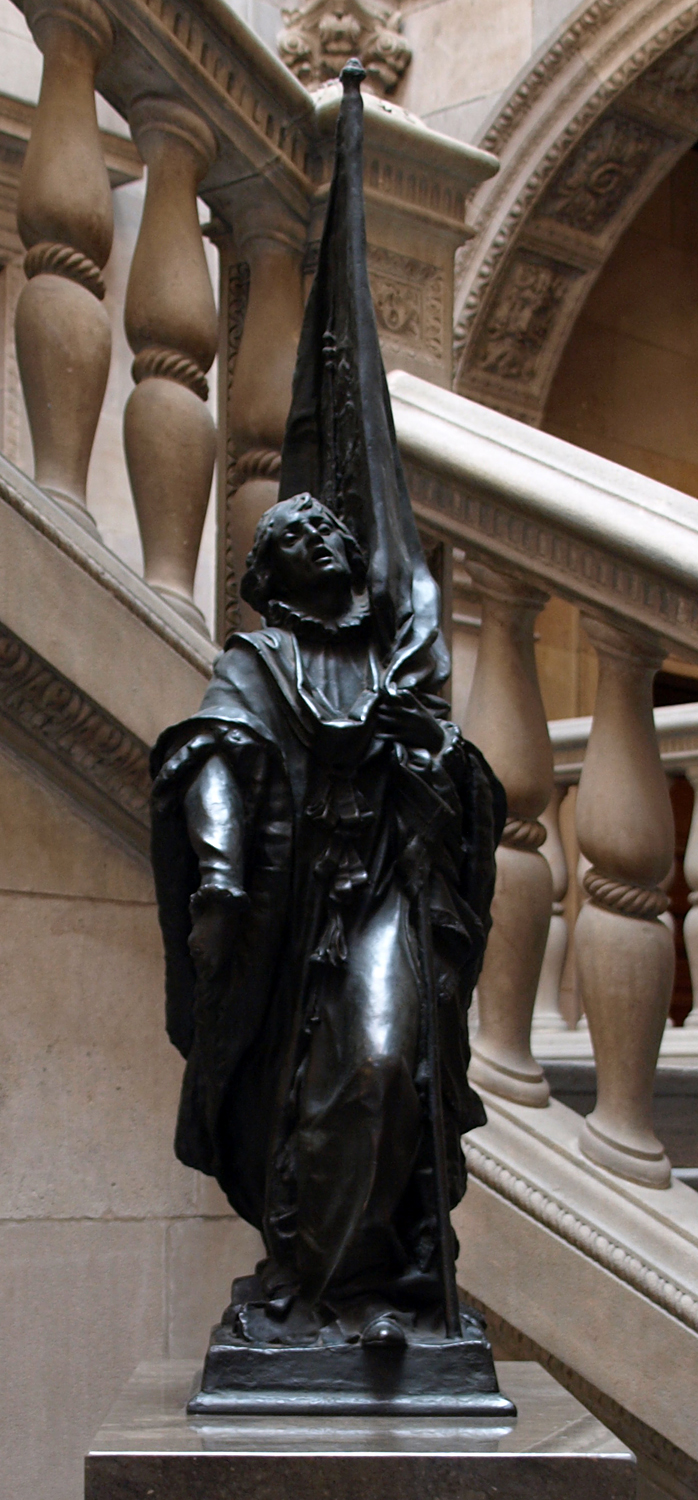
Escultura de Rossend Nobas que representa Rafael de Casanova amb la bandera de Santa Eulàlia.

El 1588 apareix per primer cop la menció de la bandera de Santa Eulàlia presidida per la imatge de la patrona de la ciutat substituí la tradicional bandera quarterada com a bandera de Barcelona. A partir d'aleshores i fins a la desfeta de 1714 fou la Bandera de Santa Eulàlia la que presidí les mobilitzacions militars de la Coronela de Barcelona i la que va liderar les tropes en el socors de Tarragona de 1640, la Batalla de Montjuïc de 1641, on es va mobilitzar el Terç de Santa Eulàlia, en la Batalla de Montjuïc de 1706, i en la batalla de l'11 de setembre de 1714.
Des del segle xiv la bandera de Santa Eulàlia acompanyava la representació del govern barceloní (el Consell de Cent) en tota mena de solemnitats i celebracions cívico-religioses (processons, entrades reials, etc.) molt especialment durant la processó de Corpus. Al mateix temps, la bandera quarterada tradicional servia com a ensenya de guerra de la ciutat.
El 1588 s'adoptà la bandera processional de santa Eulàlia com a única bandera de la ciutat Des d'aleshores hi ha força notícies de sortides de la bandera de Santa Eulàlia contra els enemics de la ciutat. L'acte de treure la bandera en senyal de guerra comportava un protocol que arribava al punt àlgid quan l'ensenya era penjada al balcó de la Casa de la Ciutat. La bandera va tenir protagonisme destacat durant la Guerra dels Segadors (1640-1652), quan fou refeta per encàrrec del Consell de Cent. El 8 de desembre de 1640, els consellers van ordenar brodar al costat de la imatge de la santa, un calze i l'escut de la ciutat de Barcelona.

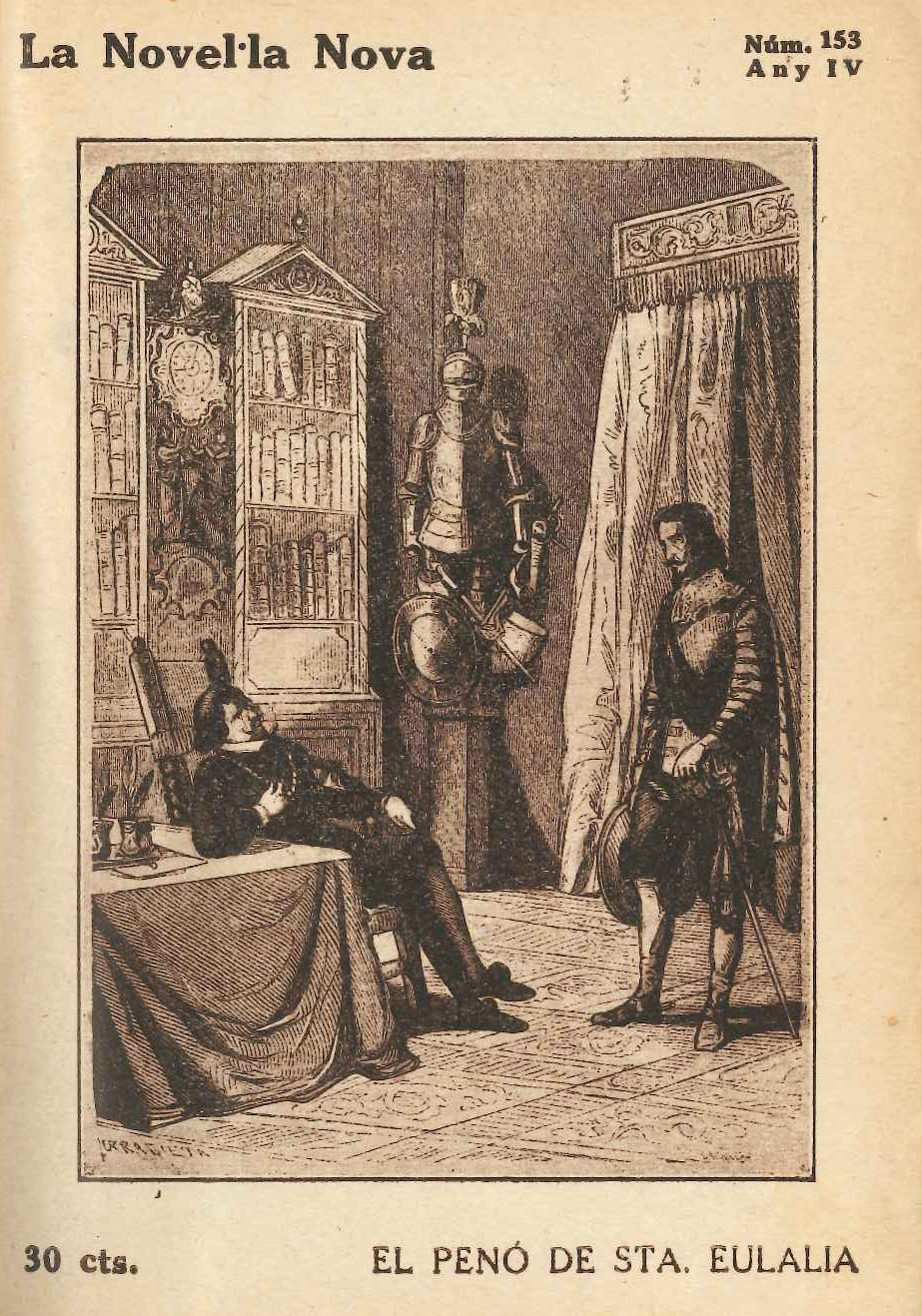
Gravat d'"El Penó de Sta. Eulalia o els furs de Catalunya", de Manuel Angelon (1920)

La bandera de Santa Eulàlia va sortir per última vegada al balcó de la Casa de la Ciutat el 24 de juliol del 1713, arran de la Guerra de Successió. Atès que no hi ha encàrrecs per a la confecció de noves banderes als registres dels consellers de Barcelona, la bandera de Santa Eulàlia que va portar el conseller terç Pere Joan Rosell el 1641 contra el marquès dels Vélez, fou la mateixa que Rafael Casanova va portar l'11 de setembre de 1714. Al març de 1714 el conseller en Cap Rafael Casanova i el conseller segon Salvador Feliu de la Penya van instar al comandant Antoni de Villarroel a fer servir les tropes la Coronela en combat obert contra el cordó de bloqueig borbònic en el camp davant de Barcelona, sota l'empara de la Bandera de Santa Eulàlia seguint el protocol fixat en 1640. Dos dies després de la rendició de Barcelona, el 15 de setembre del 1714, ja ocupada la ciutat, les tropes borbòniques exigiren l'entrega totes les banderes: les 42 banderes de les companyies de la Coronela, de sant Jordi (Bandera de la Generalitat) i de Santa Eulàlia que, quatre dies abans, tenia a les seves mans Rafael Casanova en ser ferit l'11 de setembre. Les banderes que simbolitzaven la pèrdua de les llibertats nacionals de Catalunya van ser enviades pel Duc de Berwick a Madrid per ser exposades al temple de la Virgen de Atocha com a trofeus de guerra. Al cap d'un temps, Felip V ordenà el retorn de les ensenyes a Barcelona, on van ser cremades públicament per a major escarni.
En el context de la Renaixença es va conferir a la bandera de santa Eulàlia el caràcter de símbol nacional. El 1858 Manuel Angelon va publicar la novel·la El pendón de santa Eulalia o los fueros de Cataluña. El 1861 Mateu Bruguera publicava el Cronicón de Barcelona. Historia de la invicta y memorable bandera de santa Eulália. Víctor Balaguer la va qualificar de "penó de la independència" al seu poema "La cançó de la bandera". El 1899 Jacint Verdaguer li va dedicar un poema, inclòs al seu llibre Santa Eulària, on es llegeix "Oh! penó de Santa Eulària, de nostres glòries trofeu, germà bessó de les Barres".
L'any 1983 es va presentar una reconstrucció de la Bandera de Santa Eulàlia que l'Ajuntament de Barcelona havia acordat dos anys abans. Dita reconstrucció es basa en la descripció del Dietari de Jeroni Pujades. Aquesta bandera presideix el balcó de la Casa de la Ciutat cada 12 de febrer, diada de Santa Eulàlia.

## La Bandera de Santa Eulàlia del MUHBA

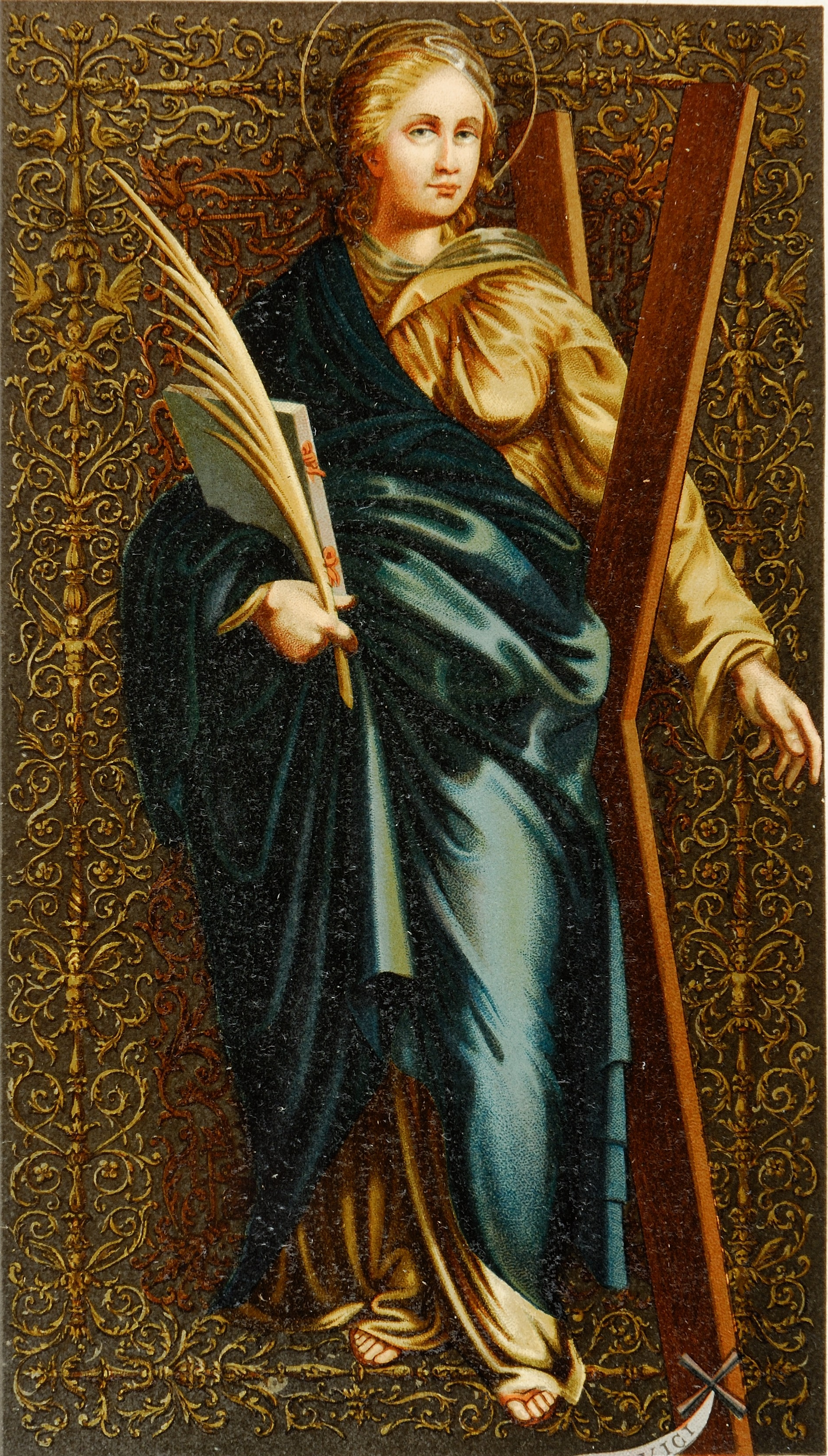
Bandera de Santa Eulàlia. Imatge inclosa a la Historia de España de Modesto Lafuente (1879)

El Museu d'Història de Barcelona conserva la part central d'una antiga Bandera de Santa Eulàlia, procedent de l'Arxiu Municipal, on es trobava a mitjan segle xix. Es tracta d'una peça de seda pintada a l'oli per les dues cares que en un moment no determinat, però quan ja era en desús com a bandera, va ser adherida a un suport de fusta per a presentar-la com un quadre. La cara actualment visible representa Santa Eulàlia amb els seus atributs, envoltada per un emmarcament de grotescos. Per l'estil, aquesta pintura correspon a finals del segle xvi o començaments del segle xvii. Consta que el 1582 Benet Sanxes Galindo va reformar la bandera de Santa Eulàlia. Consta, així mateix, que el 1623 el pintor Francesc Jornet rebia un pagament per pintar i daurar la figura de santa Eulàlia de la Bandera. Hi ha moltes altres notícies sobre reformes, repintats o reconstruccions de la bandera de Santa Eulàlia que fan difícil precisar una atribució concreta. De tota manera és indubtable que la peça del MUHBA correspon a una de les antigues banderes de Santa Eulàlia, molt probablement l'anterior a la Guerra dels Segadors.